# Katia Winter
Katia Winter (Estocolmo, 13 de outubro de 1983) é uma atriz sueca. Ela ficou conhecida por seu papel recorrente em Dexter e por seu papel principal em Sleepy Hollow.

## Vida pessoal
Atualmente mora em Los Angeles, Califórnia.
Em fevereiro de 2016, foi revelado que Katia entrou com pedido de divórcio do músico Jesse Glick, com quem ela se casou em 2013, depois de terem se separado desde junho de 2015.

## Filmografia

### Cinema
| Ano  | Título                          | Personagem          | Nota           |
| ---- | ------------------------------- | ------------------- | -------------- |
| 2005 | Stockholm Boogie                | Garota festeira     |                |
| 2005 | Storm                           | Garota do bar       | Não creditada  |
| 2007 | Night Junkies                   | Ruby Stone          |                |
| 2007 | The Seer                        | Ada                 |                |
| 2008 | The Perfect Life                | Zoe                 | Curta-metragem |
| 2009 | Unmade Beds                     | Hannah              |                |
| 2009 | Malice in Wonderland            | Sueca               | Não creditada  |
| 2009 | Prey and Escape                 | Garota no mar       | Curta-metragem |
| 2009 | Level Playing Field             | Helen               | Curta-metragem |
| 2009 | Barry Brown                     | Elisabeth Sparrow   | Curta-metragem |
| 2010 | The Symmetry of Love            | Angie               |                |
| 2010 | Anaphylaxis                     | A poeta             |                |
| 2011 | Everywhere and Nowhere          | Bella               |                |
| 2011 | Arena                           | Milla               |                |
| 2011 | Freya                           | Freya               | Curta-metragem |
| 2012 | Love Sick Love                  | Dori                |                |
| 2013 | Fedz                            | Alessandra Ragnfrid |                |
| 2013 | Banshee Chapter                 | Anna Roland         |                |
| 2013 | The Stranger Within             | Sophie              |                |
| 2013 | Tragedy on a Country Churchyard | Barbara             | Telefilme      |
| 2014 | Knight of Cups                  | Kate                |                |

### Televisão
| Ano       | Título         | Personagem     | Nota                     |
| --------- | -------------- | -------------- | ------------------------ |
| 2005      | Dubplate Drama | Scarlet        | Episódios desconhecidos  |
| 2009      | Lewis          | Marina Hartner | Temporada 3, Episódio 1  |
| 2012      | NCIS           | Ava Baransky   | Temporada 9, Episódio 17 |
| 2012      | Dexter         | Nadia          | Temporada 7, 9 episódios |
| 2013–2015 | Sleepy Hollow  | Katrina Crane  | 26 episódios             |